# The Laureate
The Laureate è un film del 2021 scritto e diretto da William Nunez.

## Trama
Dopo aver combattuto durante la prima guerra mondiale, Robert Graves ha trovato una parvenza di serenità nel matrimonio con Nancy Nicholson, da cui ha avuto la figlia Catherine. La vita della coppia cambia quando Robert invita la scrittrice americana Laura Riding a trasferirsi da lui e la moglie; tra i nasce presto un accesso ménage à trois. L'arrivo del poeta irlandese Geoffrey Phibbs sconvolge le dinamiche e porta in crisi i tre amanti.

## Promozione
Il primo trailer del film è stato pubblicato il 14 dicembre 2021.

## Distribuzione
Il film ha avuto la sua prima al Festival del Cinema di Maiorca il 2 novembre 2021 prima di approdare nelle sale statunitensi il 5 maggio 2023.